# Arany Hajnal Hermetikus Rendje
Az Aranyhajnal Hermetikus Rendje (The Hermetic Order of the Golden Dawn, röviden: HOGD) a 19. század végén és a 20. század elején az okkult, metafizikai és paranormális tevékenységek tanulmányozására alapított mágikus rend volt. Ez a rend Nagy-Britanniában tevékenykedett, és gyakorlatait a theurgiára és a spirituális fejlődésre összpontosította. Olyan szabadkőművesek alapították 1888-ban, akik tagjai voltak az SRIA –nak. A HOGD alapítói Samuel Liddel MacGregor Mathers [1854-1918], William Robert Woodman [1828-1891] és William Wynn Westcott [1848-1925], akik rendre, mindannyian SRIA beavatottai is voltak.

## Alapítás és elterjedése
Kapcsolatuk a rózsakeresztességgel egy igen misztikus Németországi adeptuson keresztül jött létre, egy bizonyos Anna Sprengelen keresztül. Vele azután léptek kapcsoltba, miután Anna birtokába jutott néhány nagyon régi és ritka kéziratnak, az ún. Cypher-kéziratoknak, amelyeket készséggel rendelkezésére bocsátott annak a páholynak, amelynek tagja volt. Egyes kutatók úgy vélték, hogy lehetségesnek látszik valamiféle kapcsolat a HOGD és egy bizonyos Fratres Lucis között az Ázsiai Testvériségből, amelynek egyik modern ága volt a hermetikus Fény Testvériség Luxorban. Akárhogy is történt a HOGD kiemelkedő sikernek örvendett és számos prominens személyiség is szívesen csatlakozott a rendhez, mint például:  Arthur Edward Waite [1857-1942], Mina Bergson (Henri nővére), Edward Munch, August Strindberg, Rider Haggard, R. F. Felkin "Aleister" Alexander Edward Crowley [1875-1947], William Butler Yeats [1865-1939], Allan Bennett, Bram Stoker, Revd. William Alexander Ayton, Frederick Leigh Gardner, Florence Farr és még sokan mások. A HOGD forrásainak köszönhető, hogy virágzik a rituális mágia az okkult piacon. A HOGD a klasszikus rózsakeresztes fokokkal dolgozott, mint amilyeneket az SRIA is használt.

## A rend hajtásai
A Rend sikerének tetőpontja 1903-1918 között következett be, amikor is számos független Tempel (pogány templom) jött létre, amelyeknek köszönhetően számos gyermek csoportosulás jött létre, amelyek köthetők a HOGD–hez. A tagok legnagyobb része a Stella Matutina nevű tempelben dolgozott, amely R. W. Felkin és W. Brodie Innes vezetése alatt állt. Egy másik jelentős tagot számláló tempel az Isis-Uránia Temple volt, amely később Alfa & Omega néven folytatta a munkát. Sajnos a harmincas évekre alvó állapotba vonult. Később Arthur Edward Waite létrehozza a Rózsa Kereszt Testvériséget (Fellowship of the Rosy Cross), majd ezen belül egy belső rendet a Ordo Sanctissimus Rose et Auree Crucis, amely napjainkban csak szabadkőműveseket fogad a soraiba, bár eredetileg nőket is felvettek tagnak. Az Aleister Crowley által alapított társaság az Argentinum Astrum (A∴A∴) is az RRAC ihlette, úgy is volt kialakítva a felépítése, mint egy misztikus iskolának. Eredetileg Dion Fortune (Violet Mary Firth) [1890-1946] is egy a HOGD –vel kapcsolatban álló tempelben avatták be, viszont ő úgy döntött, hogy létrehoz egy saját rendet, a Belső Fény Társasága [A Belső Fény Testvérisége](Society of the Inner Light [Fraternity of the Inner Light]). Ez a csoport azonban megszűnt, mivel az alap tanítások nagy részben befolyása alatt álltak a Teozófiának, Alice Bailey és a Szcientológiának. Nagyszámú tag úgy vélte, hogy szakítsanak az efféle gondolatokkal és dolgozzanak tovább a „tiszta” nyugati misztikus hagyományokkal és szertartásos mágiával, ezért létrehozták A Fény Szolgái Servants of the Light (SOL) nevű csoportosulást. A SOL manapság már nem annyira reakciós, mint korábban, viszont kizárólag csak az Egyesült Királyságban számlálja a tagjait. Néhány jól ismert SOL tag: William Ernest Butler [-1978], Gareth Knight, J. H. Brennan, W.G.Gray és a társaság jelenlegi vezetője Dolores Ashcroft –Nowicki. A SOL jelenleg a legsikeresebb nem-thelemikus teurgikus rend. Francis Israel Regardie [1907-1985] is egy HOGD templben lett beavatva, és később számos publikációt adott ki megosztva ezzel kapcsolatban a saját tapasztalatait. Manapság számos modern csoport nevezi magát HOGD –nek és RRAC –nak, ám ezek beavatottai Regradie nyomán vették a tudást át. Létezik még ezen kívül néhány modern csoport, amely fizikailag sohasem állt kapcsolatban a HOGD –vel, csupán Regradie anyagaira és más forrásokra támaszkodnak. Ezenkívül létezik még számos más csoport is (Franciaországban és Angliában), amelyek ugyan közvetlen leszármazottai a HOGD –nek, den nem használják ezt a megnevezést. Volt még egy pár csoport, amely hasonló néven működött, mint az RRAC, ilyen volt ezek közül egy az Antiquus Arcanus Ordinis Rose Rubee et Auree Crucis (AAORRAC) is, amely később az AMORC alapját képezte. Ez egy ausztriai csoport volt, amelyet Eduard Munninger alapított. Létezett még egy Theodor Reuss vezetésével is (ami azonos lehet Papus, Ordo Rose-Croix Esoterique, aminek Reuss csak egy Németországi képviselője volt), valamint egy másik európai rend a Sar Hieronymous vezette rend, és sok más. Nem egy ezen csoportok közül kapcsolódnak a HOGD–hez (számos forrásban visszakövethető ennek a nyomai) ez nem egyszer megtalálható a francia és német nyelvű forrásmunkákban.

## Zárszó
A nagyfokú hasonlóság a nevek és rítusok között arra enged következtetni, hogy valamennyit a 17 sz. –i OARRAC ihlette, amely talán még a 18 században is működött. A HOGD hatását ma már nem lehet alábecsülni, amit a nyugati ezotérikus hagyományra gyakorolt, ez a jelenség mára már annyira legendássá vált, hogy több tucat könyvet írtak a témában. 